# Lachlan Lonergan
Pour les articles homonymes, voir Lonergan.
Pas d'image ? Cliquez ici

a Compétitions nationales et continentales officielles uniquement.

b Matchs officiels uniquement.
Dernière mise à jour le 29 juillet 2024.
Lachlan Lonergan, né le 11 octobre 1999 en Australie, est un joueur international australien de rugby à XV évoluant au poste de talonneur. Il joue avec la franchise des Brumbies en Super Rugby depuis 2020.

## Biographie

### Jeunesse et formation
Lachlan Lonergan naît dans le Territoire de la capitale australienne, et grandit à Williamsdale (en) dans la périphérie rurale de Canberra. Il est élevé dans la ferme familiale, où il s'initie au rugby dès son enfance aux côtés de son frère aîné Ryan (en),.
À l'adolescence, il rejoint en internat la Trinity Christian School (en) de Canberra. Il continue alors sa formation rugbystique avec l'équipe de l'établissement, où il se spécialise au poste de talonneur, et fait également partie de l'Academy (centre de formation) de la franchise des Brumbies.
Lonergan représente la sélection scolaire du territoire de la capitale en 2016 avec son frère, puis sans celui-ci en 2017,. Lors de sa deuxième participation, il remporte le championnat national scolaire avec son équipe, qui n'avait plus gagnée depuis 1988.
Il joue également avec la sélection scolaire australienne (en) en 2016 et 2017,. En 2017, il reçoit le trophée du meilleur joueur de son équipe.
Après avoir terminé le lycée, il signe un contrat Development (espoir) avec les Brumbies pour la saison 2019, ce qui lui permet de s'entraîner régulièrement avec l'équipe professionnelle. Parallèlement, il joue également avec le club amateur des Tuggeranong Vikings dans l'ACTRU Premier Division, dont il est finaliste en 2019,.
En 2019, il est sélectionné avec l'équipe d'Australie des moins de 20 ans pour disputer le championnat junior d'Océanie. Il prend une part active à la victoire finale de son équipe, qui remporte la compétition pour la première fois de son histoire,.
Peu après, il est retenu dans l'effectif des Junior Wallabies pour disputer le championnat du monde junior 2019 en Argentine. Il se distingue lors de la compétition par son talent, en inscrivant quatre essais en cinq rencontres,. Lors du tournoi, son équipe parvient jusqu'en finale, où elle s'incline contre la France.

### Début de carrière à Canberra (depuis 2019)
En juillet 2019, Lachlan Lonergan signe son premier contrat professionnel avec les Brumbies pour la saison 2020 de Super Rugby, rejoignant son frère Ryan qui est présent dans l'effectif depuis 2017,. Au sein de la franchise basée à Canberra, il remplace numériquement Josh Mann-Rea, qui vient d'arrêter sa carrière professionnelle.
Avant de débuter avec les Brumbies, il dispute la saison 2019 de National Rugby Championship (NRC) avec les Canberra Vikings. Il joue son premier match au niveau professionnel le 31 août 2019 contre les Melbourne Rising, en tant que remplaçant. Il joue un total de sept matchs lors de la saison, dont cinq titularisations. Il est titulaire lors de la finale de la compétition, que son équipe perd face à la Western Force,.
Avec les Brumbies, il joue son premier match de Super Rugby le 22 février 2020 contre les Chiefs,. Il ne joue que trois matchs comme remplaçant avec cette équipe avant que la saison ne soit interrompue à cause de la pandémie de Covid-19. À la reprise des compétitions, il joue un seul match du Super Rugby AU, que son équipe remporte,. 
Après s'être renforcé musculairement à l'intersaison, il lance réellement sa carrière en 2021,. Il joue un total de treize rencontres, dont seulement quatre titularisations à cause de la concurrence de l'international australien Folau Fainga'a. Son équipe atteint une nouvelle fois la finale du Super Rugby AU où, à l'issue d'une finale face aux Queensland Reds, son équipe s'incline et termine deuxième de la compétition. Au terme de la saison, il prolonge son contrat avec les Brumbies pour une saison supplémentaire.
Il est sélectionné pour la première fois avec les Wallabies en juin 2021 par le sélectionneur Dave Rennie pour préparer la série de test-matchs contre la France. Il obtient sa première cape internationale le 7 juillet 2021 contre la France à Brisbane. Peu après, il est retenu pour disputer le Rugby Championship 2021, dont il dispute deux rencontres,.
Lors de la saison 2022 de Super Rugby, il continue sa progression avec les Brumbies, malgré un effectif toujours fourni au poste de talonneur,. Il prolonge dans la foulée son contrat pour trois saisons supplémentaires, soit jusqu'en 2025.
Au niveau international, il n'est pas sélectionné pour la série de test-match de juin 2022, mais fait son retour pour le Rugby Championship qui suit. Il obtient sa première titularisation lors de la seconde journée face à l'Argentine, profitant du forfait de son coéquipier Fainga'a.

## Palmarès

### En club
- Finaliste du National Rugby Championship en 2019 avec les Canberra Vikings.
- Vainqueur du Super Rugby AU en 2020 avec les Brumbies.
- Finaliste du Super Rugby AU en 2021 avec les Brumbies.

### En équipe nationale
- Vainqueur du Championnat d'Océanie des moins de 20 ans en 2019.

## Statistiques
Au 21 août 2022, Lachlan Lonergan compte 6 capes en équipe d'Australie, dont une en tant que titulaire, depuis le 7 juillet 2021 contre l'équipe de France à Brisbane,.
Il participe à deux éditions du Rugby Championship, en 2021 et 2022. Il dispute quatre rencontres dans cette compétition,.